# Мандич, Станиша
Станиша Мандич (серб. Станиша Мандић; 27 января 1995, Херцег-Нови, Союзная Республика Югославия) — сербско-черногорский футболист, нападающий.

## Клубная карьера
Станиша выступал за юношеские и молодёжные команды ОФК Игало, «Войводины», «Рада» и «Чукарички».
За основной состав «Чукарички» Мандич дебютировал 6 апреля 2014 года во встрече с «Напредаком»". Спустя шесть дней в матче с «Црвеной Звездой» Станиша отметился первым забитым в карьере мячом.
В сезоне 2014/15 Мандич в 17 встречах чемпионата сумел отличиться только однажды, в игре с «Радничками». 3 июля 2014 года нападающий провёл первый матч в еврокубках против «Сан-Жулиа» из Андорры.
20 мая 2015 года Мандич в составе «Чукарички» стал обладателем кубка Сербии. В финальной встрече нападающий появился на поле в конце матча.

## Карьера в сборной
В составе сборной Сербии до 19 лет Станиша принимал участие в юношеском чемпионате Европы 2014. Мандич принял участие во всех 4 встречах своей команды на турнире. В игре со сверстниками из Болгарии именно забитый Станишей на 90 минуте мяч позволил сербам пройти в полуфинал и тем самым получить путёвку на молодёжный чемпионат мира.
В мае 2015 года Станиша был включён в заявку сербской молодёжной сборной на мировое первенство в Новой Зеландии. Во встрече второго тура группового этапа Мандич отметился забитым мячом в ворота сборной Мали. Сборная дошла до финала против Бразилии: в финале Станиша открыл счёт на 70-й минуте. Несмотря на то, что бразильцы сравняли счёт через 3 минуты, Сербия додавила южноамериканцев в овертайме и выиграла чемпионат мира.

## Достижения
Чукарички
- Обладатель Кубка Сербии (1): 2014/15